# Daniel Komen (1976)
Daniel Kipngetich Komen (Mwen, Marakwet (district), 17 mei 1976) is een Keniaanse hardloper. Hij was voormalig wereldrecordhouder op de 3000 m outdoor en op de 3000 m en 5000 m indoor.

## Loopbaan
Komen groeide in de jaren negentig van de 20e eeuw uit tot een uitzonderlijk atleet, door zijn wereldrecords en zijn rivaliteit met Haile Gebrselassie. In 1997 (wereldkampioenschappen) en 1998 (Gemenebestspelen) was hij kampioen op de 5000 m. Zijn record op de 3000 m (indoor, 7.24,90) in Boedapest op 6 februari 1998 wordt nog altijd gezien als de "Everest" van de atletiek.

## Titels
- Wereldkampioen 5000 m - 1997
- Afrikaans kampioen 5000 m - 1998
- Keniaans kampioen 5000 m - 1997
- Wereldjeugdkampioen 5000 m - 1994
- Wereldjeugdkampioen 10.000 m - 1994
- Afrikaans jeugdkampioen 5000 m - 1994

## Persoonlijke records
Baan
| Onderdeel   | Prestatie            | Datum            | Plaats       |
| ----------- | -------------------- | ---------------- | ------------ |
| 1500 m      | 3.29,46              | 16 augustus 1997 | Monaco-Ville |
| 1 Eng. mijl | 3.46,38              | 26 augustus 1997 | Berlijn      |
| 2000 m      | 4.51,30              | 5 juni 1998      | Milaan       |
| 3000 m      | 7.20,67 (ex-WR; AR)  | 1 september 1996 | Rieti        |
| 2 Eng. mijl | 7.58,61 (NR)         | 17 juli 1997     | Hechtel      |
| 5000 m      | 12.39,74 (ex-WR; NR) | 22 augustus 1997 | Brussel      |
| 10.000 m    | 27.38,32             | 30 augustus 2002 | Brussel      |

Weg
| Onderdeel      | Prestatie | Datum        | Plaats    |
| -------------- | --------- | ------------ | --------- |
| 8 km           | 22.53     | 13 juli 2002 | Kingsport |
| halve marathon | 1:02.47   | 9 maart 2014 | Den Haag  |

Indoor
| Onderdeel   | Prestatie           | Datum            | Plaats     |
| ----------- | ------------------- | ---------------- | ---------- |
| 2000 m      | 4.58,77             | 5 februari 1999  | Boedapest  |
| 3000 m      | 7.24,90 (ex-WR, NR) | 6 februari 1998  | Boedapest  |
| 2 Eng. mijl | 8.16,89             | 18 februari 2001 | Birmingham |
| 5000 m      | 12.51,48 (NR)       | 19 februari 1998 | Stockholm  |

## Palmares

### 1500 m
- 1998: 6e Grand Prix Finale - 3.33,86

### 3000 m
- 1995: 7e Grand Prix Finale - 7.38,09
- 1999: 8e Grand Prix Finale - 7.42,05
- 2000: 5e Grand Prix Finale - 7.47,79

### 5000 m
- 1994:  WK U20 - 13.46,37
- 1995: 4e Keniaanse kamp. - 13.38,55
- 1996:  Grand Prix Finale - 12.52,38
- 1997:  Keniaanse kamp. - 13.23,8
- 1997:  WK - 13.07,38
- 1997: 5e Grand Prix Finale - 13.17,93
- 1998:  Afrikaanse kamp. - 13.35,70
- 1998:  Wereldbeker - 13.46,57
- 1998:  Gemenebestspelen - 13.22,57
- 1999: 5e WK - 13.04,71
- 2000: 4e Keniaanse olympische selectiewedstrijden - 13.51,7
- 2003:  Australische kamp. - 13.54,48

### 10.000 m
- 1994:  WK junioren in Lissabon - 28.29,74

### 5 km
- 1994:  Reebok City Centre in Bath - 14.06
- 1994:  Reebok Grand Prix Series in Manchester - 13.46

### 10 km
- 1994:  Vancouver Sun Run - 27.46
- 1995: 4e Corsa Internacional di San Silvestro in Bolzano - 28.50
- 1996:  Boclassic International Silvesterlauf in Bolzano - 28.36,3
- 2002:  Swansea Bay - 28.58

### halve marathon
- 2014: 8e City-Pier-City Loop - 1:02.47

### veldlopen
- 1998:  WK (korte afstand) in Marrakech - 10.46

### Golden League-podiumplekken
1500 m
- 1998:  Bislett Games – 3.33,93

3000 m
- 1999:  Meeting Gaz de France – 7.33,23
- 2000:  Meeting Gaz de France – 7.31,47
- 2000:  Herculis – 7.28,92
- 2000:  ISTAF – 7.35,80

5000 m
- 1998:  Memorial Van Damme – 12.54,82
- 1999:  Golden Gala – 12.55,16
- 2000:  Memorial Van Damme – 13.01,78

1983 Eamonn Coghlan ·
1987 Saïd Aouita ·
1991 Yobes Ondieki ·
1993 Ismael Kirui ·
1995 Ismael Kirui ·
1997 Daniel Komen ·
1999 Salah Hissou ·
2001 Richard Limo ·
2003 Eliud Kipchoge ·
2005 Benjamin Limo ·
2007 Bernard Lagat · 
2009 Kenenisa Bekele ·
2011 Mo Farah ·
2013 Mo Farah ·
2015 Mo Farah ·
2017 Muktar Edris ·
2019 Muktar Edris ·
2022 Jakob Ingebrigtsen ·
2023 Jakob Ingebrigtsen